# Acacia borleae
Acacia borleae är en ärtväxtart som beskrevs av Burtt Davy. Acacia borleae ingår i släktet akacior, och familjen ärtväxter. Inga underarter finns listade i Catalogue of Life.